# Lasioglossum nusaense
Lasioglossum nusaense är en biart som först beskrevs av Cockerell 1919.  Lasioglossum nusaense ingår i släktet smalbin, och familjen vägbin. Inga underarter finns listade i Catalogue of Life.